# 이와모토 류올리비에
이와모토 류올리비에(일본어: 岩元 颯オリビエ, 1996년 4월 3일 ~ )는 일본의 전 축구 선수이다.

## 구단 경력
그는 2015년부터 2017년까지 J리그의 주빌로 이와타, 가이나레 돗토리에서 활동하였다.